# Catasticta revancha
Catasticta revancha är en fjärilsart som beskrevs av Claudius Rey och Tomasz W.Pyrcz 1996. Catasticta revancha ingår i släktet Catasticta och familjen vitfjärilar.
Artens utbredningsområde är Venezuela. Inga underarter finns listade i Catalogue of Life.